# Constantinos Stathelakos
Constantinos Stathelakos (en griego: Κωνσταντίνος Σταθελάκος; Lamia, Grecia, 30 de diciembre de 1987 – Sudáfrica; 1 de febrero de 2024) fue un atleta chipriota nacido en Grecia especialista en lanzamiento de martillo.

## Carrera
A nivel juvenil representó a Grecia pero en 2009 decidió representar a Chipre, país al que representó en los Juegos Olímpicos de Londres 2012.

### Resultados
| Año    | Competición                | Sede                    | Posición | Evento                         | Resultado    |
| Grecia | Grecia                     | Grecia                  | Grecia   | Grecia                         | Grecia       |
| ------ | -------------------------- | ----------------------- | -------- | ------------------------------ | ------------ |
| 2006   | World Junior Championships | Pekín, China            | 22° (q)  | Lanzamiento de Martillo (6 kg) | 64.47 m      |
| 2007   | European U23 Championships | Debrecen, Hungría       | –        | Lanzamiento de Martillo        | No clasificó |
| 2009   | European U23 Championships | Kaunas, Lituania        | 15° (q)  | Lanzamiento de Martillo        | 64.99 m      |
| Chipre |                            |                         |          |                                |              |
| 2012   | European Championships     | Helsinki, Finlandia     | 29° (q)  | Lanzamiento de Martillo        | 68.20 m      |
| 2012   | Olympic Games              | Londres, Reino Unido    | 33° (q)  | Lanzamiento de Martillo        | 69.65 m      |
| 2013   | Mediterranean Games        | Mersin, Turquía         | 7°       | Lanzamiento de Martillo        | 67.26 m      |
| 2014   | Commonwealth Games         | Glasgow, Reino Unido    | 7.°      | Lanzamiento de Martillo        | 68.22 m      |
| 2015   | Universiada                | Gwangju, Corea del Sur  | 10.°     | Lanzamiento de Martillo        | 68.91 m      |
| 2016   | European Championships     | Ámsterdam, Países Bajos | 22.° (q) | Lanzamiento de Martillo        | 70.20 m      |
| 2018   | Commonwealth Games         | Gold Coast, Australia   | 12.°     | Lanzamiento de Martillo        | 64.87 m      |

## Muerte
Stathelakos murió en un accidente de tráfico en Sudáfrica el 1 de febrero de 2024 a los 36 años.